# Onobrychis kluchorica
Onobrychis kluchorica är en ärtväxtart som beskrevs av Leonida S. Chinthibidze. Onobrychis kluchorica ingår i släktet esparsetter, och familjen ärtväxter. Inga underarter finns listade i Catalogue of Life.